# إبراهيم الصديقي
إبراهيم الصَّدِّيقي (1915 - 1989) كاتب وشاعر سعودي - بحريني. ولد في مدينة الجبيل وتتلمذ للشيخ محمد بن مانع النجدي، ومارس التعليم والوعظ والإرشاد. له مؤلفات عدة مخطوطة وأشعار. 

## سيرته
ولد إبراهيم الصّدّيقي سنة 1334 هـ/ 1915 م في مدينة الجبيل. تعلم على الطريقة القديمة في كتّاب. عمل مدرّسًا وكان واعظًا ومرشدًا. تتلمذ على محمد بن مانع النجدي، أثر فيه ارتباطه بأمراء البحرين، فكانوا يحترمونه ويقدمونه في مجالسهم ومساجلاتهم الأدبية. 
كان عارفاً بالعلوم الدينية واللغة العربية، واسع الإحاطة بأخبار العرب وأيامها وأسواقها. وقد تفرغ في منزله لاستقبال الأصدقاء ومحادثة الأدباء ومطالعة الكتب والبحث فيها ومنادمة مؤلفيها.

## مؤلفاته
- 1964 – النبراس – الطائف: المؤلف، 1384 هـ، 187 ص.
- 1965 – سلافة الأدب – الطائف: المؤلف، 1385 هـ، 216 ص. أعيد طبعه سنة 1995م☃☃
- حياة القائد الأعظم محمد

- تصحيح القاموس
- تنبيه العام والخاص
- معلوماتي العامة عن البلدان العربية
- ورع العلماء
- نقع الأريج من أشعار أدباء الخليج
- خير الطراز من أشعار عباقرة نجد والحجاز
- ملتقطات الدرر من منتخبات الفكر
- ضالة الأدباء وبغية الشعراء والخطباء

وكان يشرف على الكتاب الدوري الذي يحوي نماذج من الشعر السعودي الحديث الذي يصدره النادي الأديب بالطائف.

## وفاته
توفي سنة 1410 هـ/ 1989 م. توفي يوم 22 صفر بالطائف، وفي مصدر آخر أنه توفي في شهر جمادى الأولى.